# Cokeburg
Cokeburg est un borough situé au sud-est de la partie centrale du comté de Washington, en Pennsylvanie, aux États-Unis,. En 2010, il comptait une population de 630 habitants, estimée au 1er juillet 2020 à 628 habitants. Le borough est fondé en 1902 et incorporé le 17 septembre 1906.

## Démographie
Lors du recensement de 2010, le borough comptait une population de 630 habitants. Elle est estimée, en 2020, à 628 habitants.